# 小島康志
小島 康志（こじま やすし、1959年6月1日 - ）は、日本の俳優、脚本家。岩手県出身。エースエージェント所属。

## 人物
身長171cm。体重63kg。血液型A型。
趣味は映画鑑賞、音楽鑑賞、読書。特技は雑文を書く事。
劇団ニューズ、劇団四月館出身。

## 出演作品

### テレビドラマ

#### NHK
- 大河ドラマ
  - 龍馬伝（2010年）
  - 平清盛（2011年）
- 土曜時代劇 / 隠密八百八町（2011年） - 伝次郎

#### 日本テレビ
- あぶない刑事
- 火曜サスペンス劇場 / うさぎと亀2 川の流れのように（2004年） - 桧山圭吾
- 火曜ドラマゴールド / 出張料理人（2006年）
- 水曜ドラマ / 働きマン（2007年）
- 火曜ドラマ / 学校じゃ教えられない!（2008年）
- 木曜ミステリーシアター / 秘密諜報員 エリカ（2011年） - マンション管理人

#### TBS
- 月曜ミステリー劇場→月曜ミステリーシアター
  - 税務調査官・窓際太郎の事件簿11（2004年） - 記者
  - 確証〜警視庁捜査3課（2013年）
- パナソニック ドラマシアター
  - 水戸黄門 第42部（2011年） - 物部朔兵衛
  - 宮部みゆきミステリー パーフェクト・ブルー（2012年）
- 愛の劇場
  - 正しい恋愛のススメ（2005年）
  - いい女（2006年）
- 日曜劇場
  - Tomorrow〜陽はまたのぼる〜（2008年）
  - JIN-仁-（2011年）
  - ATARU（2012年） - 植松秀高
  - IQ246〜華麗なる事件簿〜（2016年） - 九鬼隆平

#### フジテレビ
- ハコイリムスメ!（2003年）
- ワンダフルライフ（2004年） - 新川実
- 弁護士 灰島秀樹（2006年）
- 木曜劇場
  - 拝啓、父上様（2007年）
  - BOSS（2009年）
  - 任侠ヘルパー（2009年）
  - 東野圭吾ミステリーズ（2012年） - 円城寺種彦
- くうねるところすむところ〜恋するニッカボッカ・ガール〜（2007年）
- スリルな夜・子育ての天才（2007年） - 刑事
- 医龍-Team Medical Dragon-（2007年）
- 土曜ドラマ
  - SP 警視庁警備部警護課第四係（2008年）
  - 魔女裁判（2009年） - 小林
- 金曜プレステージ→金曜エンタテイメント
  - 妻たちからの三行半〜夫たちの(秘)離婚回避マニュアル〜（2008年） - 愛妻家クラブ会員
  - 赤い霊柩車シリーズ23（2008年） - 村上教授
  - 死の三角地点シリーズ 奥会津隠れ里伝説殺人事件（2011年）
  - 検事・霞夕子2（2011年） - 宇野雄介
  - 西村京太郎サスペンス 秋葉京介探偵事務所〜狙われた男〜（2012年） - マンション管理人
  - 熱血シングル・ファザー〜新聞記者・新庄圭吾の事件ファイル〜3（2016年） - 離婚調停委員
- アテンションプリーズスペシャル（2008年）
- CHANGE（2008年）
- 無理な恋愛（2008年）
- 白い春（2009年）
- アタシんちの男子（2009年） - 通りがかりの男性
- 夏の恋は虹色に輝く（2010年） - 「愛の緊急病棟」監督
- 逃亡弁護士（2010年）
- ドラマチック・サンデー / パーフェクト・リポート（2010年）
- 絶対零度〜特殊犯罪潜入捜査〜（2011年） - 藤田伸次
- ハングリー!（2012年）
- リッチマン、プアウーマン（2012年）
- 息もできない夏（2012年）
- PRICELESS〜あるわけねぇだろ、んなもん!〜（2012年）
- 鍵のかかった部屋スペシャル（2014年）
- 坊っちゃん（2016年）
- シャーロック アントールドストーリーズ（2019年） - おじま

#### テレビ朝日
- 土曜ワイド劇場
  - 火の粉（2005年） - 的場洋輔
  - 西村京太郎トラベルミステリー45（2006年） - 中村刑事
  - 温泉 (秘) 大作戦3（2006年） - 冬木高雄
  - 法医学教室の事件ファイル28（2009年） - 小橋幸久
  - 私は代行屋!事件推理請負人1（2012年）
- 特命係長 只野仁（2005年） - 面接官
- 相棒
  - （2006年） - 御子柴健
  - （2011年） - 相田宗太
- 金曜ナイトドラマ
  - 黒い太陽（2006年）
  - 名探偵の掟（2009年）
  - 11人もいる!（2011年）
  - ボーイズ・オン・ザ・ラン（2012年）
  - 匿名探偵（2012年）
- 土曜ミッドナイトドラマ / 快感職人（2006年）
- 仮面ライダーシリーズ
  - 仮面ライダーカブト（2006年） - 古着屋の店員[3]
  - 仮面ライダー電王（2007年） - 刑事部長[4]
  - 仮面ライダーフォーゼ（2012年） - 刑事
- 越境捜査（2008年） - 神奈川県警鑑識
- 臨場（2009年） - 上田昌嗣
- ギラギラ（2008年）
- 木曜ドラマ
  - 松本清張生誕100年スペシャル 夜光の階段（2009年）
  - 遺留捜査（2012年） - 吉岡学
- 侍戦隊シンケンジャー（2009年） - 先輩役者
- 日曜ナイトドラマ / 女帝 薫子（2010年）
- 日曜ナイトプレミア / バラ色の聖戦 30歳2児の母、モデルになる。（2011年）
- Wの悲劇（2012年）
- 花の冠（2012年） - 須藤幸次
- DOCTORS〜最強の名医〜スペシャル（2013年）

#### テレビ東京
- 牙狼-GARO-（2005年）
- 女と愛とミステリー→水曜ミステリー9
  - 事件記者 浦上伸介4（2006年） - アパート管理人
  - 駐在刑事1（2014年） - 篠原淳一
- ドラマ24 / 怨み屋本舗（2006年） - 下北リカコの上司
- しにがみのバラッド。（2007年）
- Lドラ
  - Cafe吉祥寺で（2008年）
  - サギ師リリ子（2009年） - 池畑開人
  - ママはニューハーフ（2009年）
- 孤独のグルメSeason3 第3話（2013年7月24日） - 佐々木義輝 役
- ドラマBiz / ハル〜総合商社の女〜（2019年） - 加治則彦

#### NHK BS2
- 男、昔ありけり 松田優作 手書きの原稿（2007年）

#### NHK BSプレミアム
- BS時代劇
  - 塚原卜伝（2011年）
  - 陽だまりの樹（2012年）
  - 酔いどれ小籐次（2013年）

#### BSフジ
- スミレ16歳!!（2008年） - 教頭
- ジュテーム〜わたしはけもの（2008年） - 荏原謙三

#### BS朝日
- ラストメール2〜いちじく白書〜（2009年）

#### BSジャパン
- 文豪の食彩（2014年）

#### WOWOW
- 月はどっちに出ている（1993年） - 安保満
- 繁 しげみ（2004年） - 大崎
- ドラマW→連続ドラマW
  - 6時間後に君は死ぬ（2008年）
  - 造花の蜜（2011年）
  - 東野圭吾「変身」（2014年）

### 映画
- カラフルメリーに関する少し混みいったいきさつ （1982年）
- ア・ホーマンス（1986年）
- 月はどっちに出ている（1993年） - 安保満
- Back To Back
- 覗きがいっぱい 愛人の生下着（1994年）
- スペースポリス（2004年）
- 稲川淳二 あなたの隣にある恐い話〜窓に貼ったポスター〜（2005年）
- 渋谷区円山町（2007年）
- クライマーズ・ハイ（2008年） - 編集局員（校閲部）
- ハッピーフライト（2008年）
- さまよう刃（2009年） - 中井誠の父
- 大洗にも星はふるなり（2009年）
- nude（2010年）
- はやぶさ/HAYABUSA（2011年）
- SPECシリーズ
  - 劇場版 SPEC〜天〜（2012年）
  - 劇場版 SPEC〜結〜（2013年）
- ボクたちの交換日記（2013年）
- リトル・フォレスト - 郵便屋
  - 秋編（2014年）
  - 冬編（2015年）
- 閉鎖病棟 -それぞれの朝-（2019年）

### 舞台
- 樅ノ木は残った（2013年）

### CM
- マンダム 「ギャツビー」
- サントリー 「モルツ」
- 明治乳業
  - 「牛乳アイス」
  - 「THEコーヒーミルク」
- ニコレット
- マルハ 「ペットフード」
- セイコーエプソン 「カラープリンター」
- ボーダフォン
- ライフカード 「スキミングに気をつけて!篇」（2006年4月 - 9月）
- マイクロソフト 「自動車編」（2006年10月 - 2007年12月）
- みずほインベスターズ証券（2007年7月 - 2009年5月）
- JT 「Roots 小島開発室長篇」（2007年8月 - 2008年1月）
- エイブル（2008年1月 - 2009年1月）
- 日本経済新聞（2010年10月 - 2011年3月）

### WEB
- 探偵事務所5（2006年）

## 脚本作品

### テレビ
- あきれた刑事 第11話「桃色吐息」（1988年）

### 舞台
- アオモ
- マッサム
- マズタ
- トレイプ
- モーゼル
- ロレンス

### WEB
- どこでも読書
  - 「預かり屋松の湯」（2006年）
  - 「1/8（ワンスラエイト）」（2007年）
- 親父の仕事は裏稼業（2012年、BeeTV）